# Moisés Jinich
Moisés Jinich Brook (15 tháng 12 năm 1927 – 2 tháng 3 năm 2015) là một cầu thủ bóng đá người México thi đấu cho México tại Giải vô địch bóng đá thế giới 1954. Ông cũng đã chơi cho câu lạc bộ Atlante.